# لجن‌ماهی شرقی
لجن‌ماهی شرقی (نام علمی: Umbra pygmaea) نام یک گونه از سرده لجن‌ماهی‌های غربی است.